# B&R
 Der er for få eller ingen kildehenvisninger i denne artikel, hvilket er et problem. Du kan hjælpe ved at angive troværdige kilder til de påstande, som fremføres i artiklen.

B&R Industrial Automation GmbH er en østrigsk virksomhed inden for automation og proceskontrol. Virksomheden blev grundlagt i 1979 af Erwin Bernecker og Josef Rainer, og har hovedkvarter i Eggelsberg, Østrig.
De er bl.a. specialiseret i maskiner- og fabrikskontrolsystemer, HMI og motion control.
B&R har 3000 ansatte og 190 salgs- og supportkontorer over hele verden

## En del af ABB Group
I juni 2017 blev B&R købt af ABB Group og fungerer nu som en selvstændig forretningsenhed inden for Machine & Factory Automation.

## B&R Danmark
B&R Industrial Automation i Danmark har hovedkontor i Odense samt kontorer i Aalborg og Aarhus. Teamet i Danmark består af 60 Automation Engineers, Solution Developers og Business Development Consultants. 

## Codian Robotics
Den 1. oktober 2020 erhvervede ABB/B&R aktierne i Codian Robotics BV.
Codian Robotics' portefølje af delta-robotter inkluderer hygiejniske design, der kan håndtere fødevarer.
Handlen accelererer B&R's involvering i det ekspanderende område inden for delta-robotter, som primært anvendes til præcisionsopgaver som pick-and-place.